# Yeosu
Yeosu è una città della Corea del Sud, posta sulla costa sud-orientale della provincia del Jeolla Meridionale. La città vecchia di Yeosu, fondata nel 1949, e quella di Yeocheon, fondata nel 1986, vennero fuse in un'unica municipalità nel 1998.
Precisamente la città è posizionata alle coordinate geografiche 34°44′N, 127°44′E.
La città è composta dalla penisola di Yeosu e da 317 isole, delle quali solo 49 sono abitate.

## Storia
Nell'ottobre 1948 una ribellione travolse Yeosu, Suncheon e le città vicine, quando erano sudcoreane

## Expo 2012
A Yeosu è stata assegnata l'organizzazione dell'Expo internazionale del 2012 dedicato agli Oceani e all'ecosostenibilità la cui didascalia è The Living Ocean and Coast: Diversity of Resources and Sustainable Activities.

## Galleria d'immagini

Il logo ufficiale dell'Expo 2012
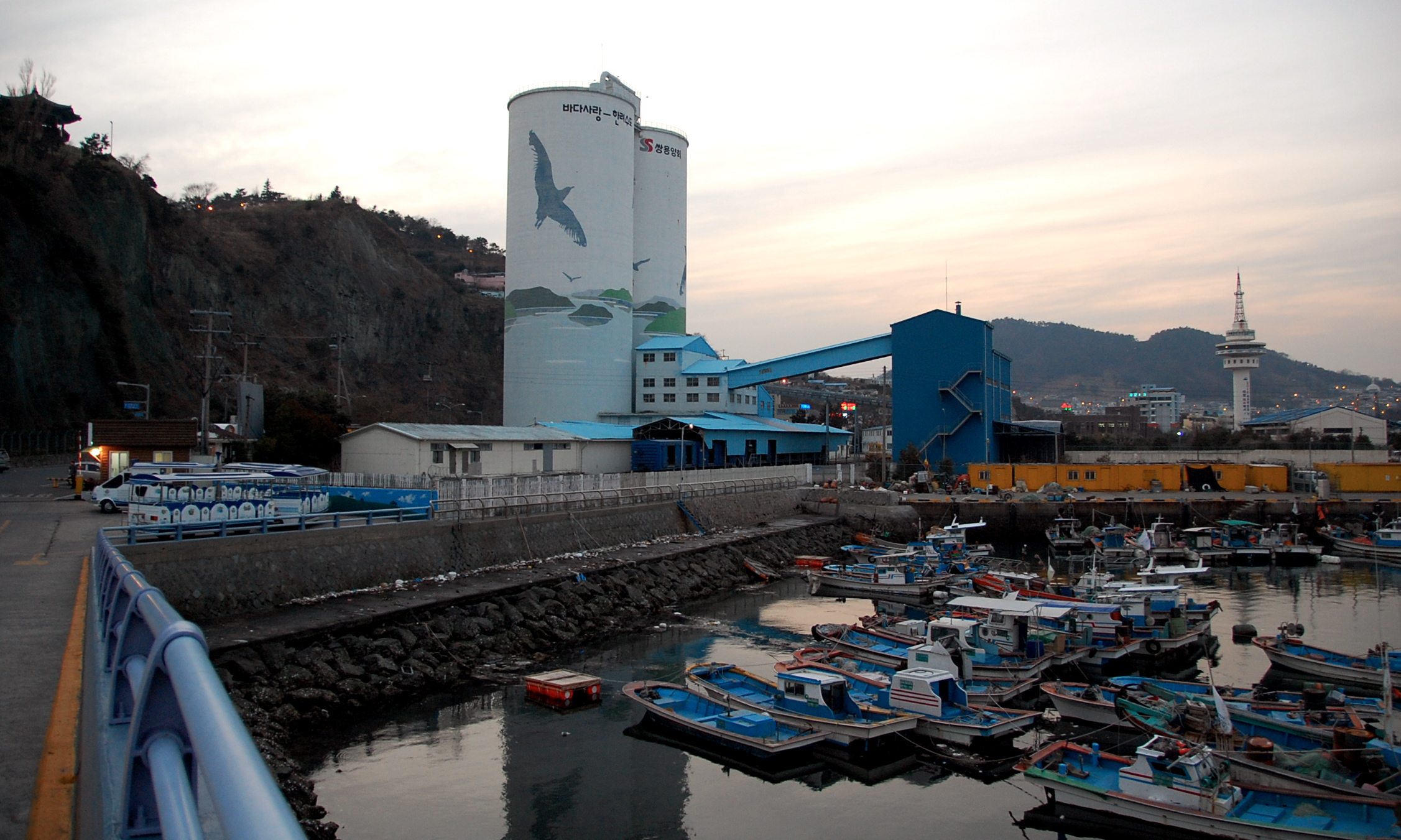
Il porto di Yeosu
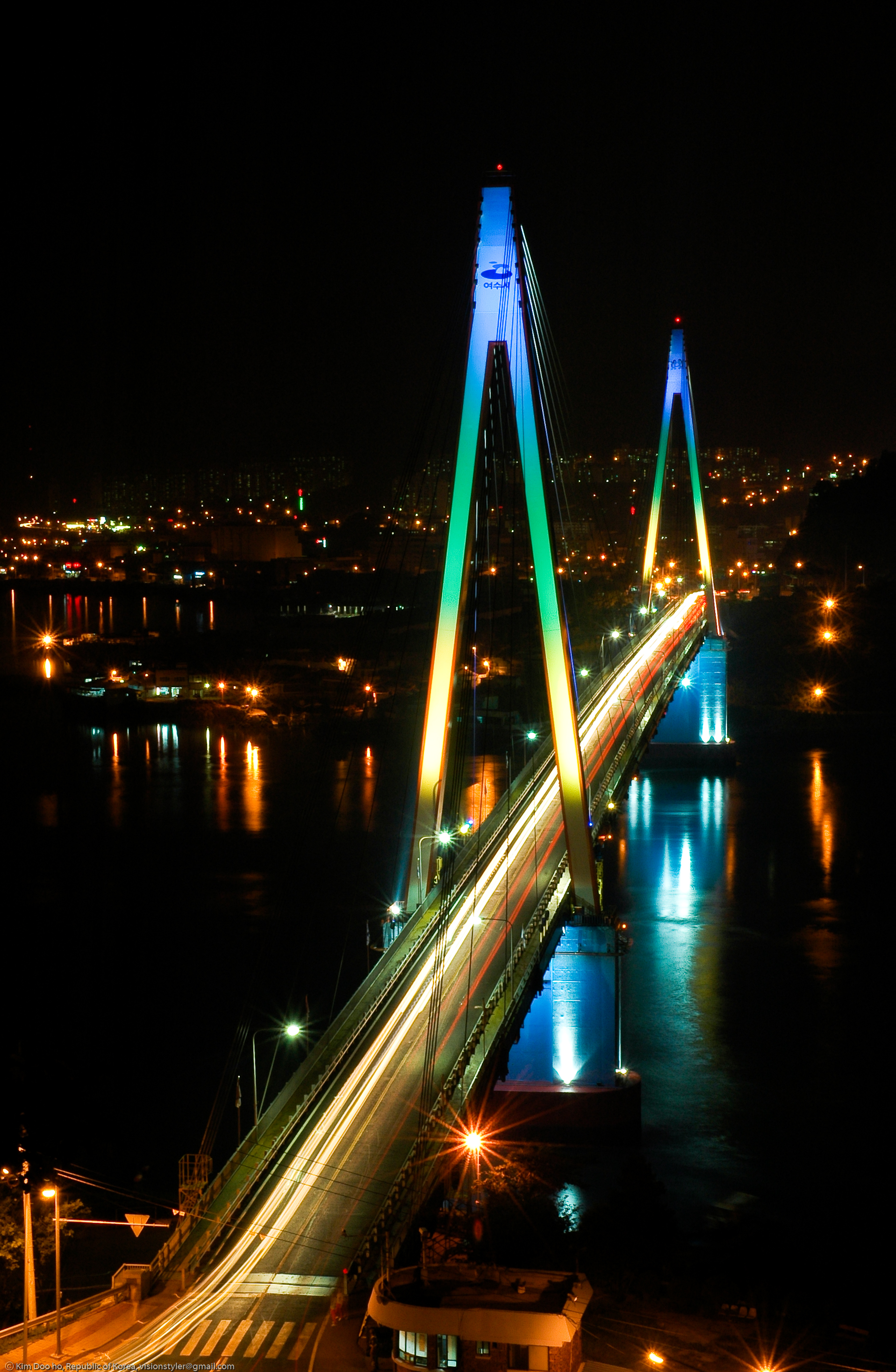
Il Dolsan bridge di Yeosu